# Premier League Malti 1939-1940
Il campionato era formato da sei squadre e lo Sliema Wanderers vinse il titolo. Non vi furono retrocessioni.

## Classifica finale
| Pos. | Squadra                 | G  | V | N | P | GF | GS | Punti |
| ---- | ----------------------- | -- | - | - | - | -- | -- | ----- |
| 1    | Sliema Wanderers        | 10 | 7 | 2 | 1 | 39 | 16 | 16    |
| 2    | St. George's F.C.       | 10 | 7 | 2 | 1 | 22 | 7  | 16    |
| 3    | Melita F.C.             | 10 | 5 | 0 | 5 | 17 | 20 | 16    |
| 4    | Tigers                  | 10 | 3 | 3 | 4 | 15 | 14 | 9     |
| 5    | Msida Saint-Joseph F.C. | 10 | 2 | 1 | 7 | 10 | 32 | 5     |
| 6    | Valletta St Paul's      | 10 | 1 | 2 | 7 | 11 | 25 | 4     |

### Spareggio per il titolo
- Sliema Wanderers 2-1 St. George's F.C.